# Конста Мяєнпяя
Конста Йоганнес Мяєнпяя (фін. Konsta Johannes Maeenpaeae; нар. 23 жовтня 1997) — фінський борець греко-римського стилю, бронзовий призер чемпіонату Європи.

## Життєпис
Боротьбою почав займатися з 2003 року. У 2017 році став бронзовим призером чемпіонату світу серед юніорів. Того ж року такого ж результату досяг на чемпіонаті Європи серед юніорів.
Виступає за спортивний клуб «Ilmajoen Kisailijat». Тренери — Сеппо Юлі-Ганнуксела (з 2007), Марко Юлі-Ганнуксела (з 2007), Яркко Ала-Гуйкку (з 2012).
Батько Консти — Юха Мяенпяя, член найбільш націоналістичного крила парламенту Південної Пог'янмаа. Вони мешкають в Ілмайокі, провінція Південна Пог'янмаа.

## Спортивні результати на міжнародних змаганнях

### Виступи на Чемпіонатах світу
| Змагання                        | Збірна    | Вагова категорія                  | Місце |
| ------------------------------- | --------- | --------------------------------- | ----- |
| Чемпіонат світу з боротьби 2019 | Фінляндія | греко-римська боротьба, до 130 кг | 27    |
| Чемпіонат світу з боротьби 2021 | Фінляндія | греко-римська боротьба, до 130 кг | 17    |
| Чемпіонат світу з боротьби 2022 | Фінляндія | греко-римська боротьба, до 130 кг | 14    |

### Виступи на Чемпіонатах Європи
| Змагання                         | Збірна    | Вагова категорія                  | Місце  |
| -------------------------------- | --------- | --------------------------------- | ------ |
| Чемпіонат Європи з боротьби 2021 | Фінляндія | греко-римська боротьба, до 130 кг | 10     |
| Чемпіонат Європи з боротьби 2022 | Фінляндія | греко-римська боротьба, до 130 кг | Бронза |

### Виступи на Північних чемпіонатах
| Змагання                            | Збірна    | Вагова категорія                  | Місце |
| ----------------------------------- | --------- | --------------------------------- | ----- |
| Північний чемпіонат з боротьби 2017 | Фінляндія | греко-римська боротьба, до 130 кг | 4     |

### Виступи на інших змаганнях
| Змагання                                                       | Збірна    | Вагова категорія                  | Місце  |
| -------------------------------------------------------------- | --------- | --------------------------------- | ------ |
| Кубок Арво Хаавісто 2014                                       | Фінляндія | греко-римська боротьба, до 75 кг  | 9      |
| Кубок Арво Хаавісто 2015                                       | Фінляндія | греко-римська боротьба, до 98 кг  | 7      |
| Турнір Германа Каре 2016                                       | Фінляндія | греко-римська боротьба, до 98 кг  | 9      |
| Кубок Арво Хаавісто 2016                                       | Фінляндія | греко-римська боротьба, до 98 кг  | 8      |
| Турнір Германа Каре 2017                                       | Фінляндія | греко-римська боротьба, до 98 кг  | Бронза |
| Кубок Арво Хаавісто 2017                                       | Фінляндія | греко-римська боротьба, до 130 кг | Бронза |
| Турнір Германа Каре 2018                                       | Фінляндія | греко-римська боротьба, до 130 кг | Бронза |
| Тор Мастерс 2018                                               | Фінляндія | греко-римська боротьба, до 130 кг | 8      |
| Меморіал Кристьяна Палусалу 2018                               | Фінляндія | греко-римська боротьба, до 130 кг | 11     |
| Міжнародний турнір Любомира Івановича-Гедзи 2018               | Фінляндія | греко-римська боротьба, до 130 кг | Срібло |
| Кубок Арво Хаавісто 2018                                       | Фінляндія | греко-римська боротьба, до 130 кг | Срібло |
| Турнір Германа Каре 2019                                       | Фінляндія | греко-римська боротьба, до 130 кг | Бронза |
| Тор Мастерс 2019                                               | Фінляндія | греко-римська боротьба, до 130 кг | Бронза |
| Меморіал Олега Караваєва 2019                                  | Фінляндія | греко-римська боротьба, до 130 кг | 13     |
| Гран-прі Німеччини з боротьби 2019                             | Фінляндія | греко-римська боротьба, до 130 кг | Золото |
| Кубок Хапаранди з боротьби 2019                                | Фінляндія | греко-римська боротьба, до 130 кг | 4      |
| Меморіал Маттео Пелліконе 2020                                 | Фінляндія | греко-римська боротьба, до 130 кг | 9      |
| Гран-прі Загреба з боротьби 2021                               | Фінляндія | греко-римська боротьба, до 130 кг | 12     |
| Олімпійський кваліфікаційний турнір з боротьби 2020 (Будапешт) | Фінляндія | греко-римська боротьба, до 130 кг | 14     |
| Тор Мастерс 2021                                               | Фінляндія | греко-римська боротьба, до 130 кг | Срібло |
| Кубок Арво Хаавісто 2021                                       | Фінляндія | греко-римська боротьба, до 130 кг | Золото |
| Відкритий чемпіонат Загреба з боротьби 2022                    | Фінляндія | греко-римська боротьба, до 130 кг | Бронза |
| Турнір Вехбі Емре і Гаміта Каплана 2022                        | Фінляндія | греко-римська боротьба, до 130 кг | 12     |
| Кубок Владислава Пітласинські 2022                             | Фінляндія | греко-римська боротьба, до 130 кг | 8      |
| Міжнародний турнір Любомира Івановича-Гедзи 2022               | Фінляндія | греко-римська боротьба, до 130 кг | Срібло |
| Турнір Дана Колова — Николи Петрова 2023                       | Фінляндія | греко-римська боротьба, до 130 кг | Срібло |
| Тор Мастерс 2023                                               | Фінляндія | греко-римська боротьба, до 130 кг | 9      |

### Виступи на змаганнях молодших вікових груп
| Змагання                                          | Збірна    | Вагова категорія                  | Місце  |
| ------------------------------------------------- | --------- | --------------------------------- | ------ |
| Північний чемпіонат з боротьби серед кадетів 2014 | Фінляндія | греко-римська боротьба, до 76 кг  | Бронза |
| Північний чемпіонат з боротьби серед юніорів 2015 | Фінляндія | греко-римська боротьба, до 84 кг  | 4      |
| Північний чемпіонат з боротьби серед юніорів 2016 | Фінляндія | греко-римська боротьба, до 96 кг  | Срібло |
| Чемпіонат Європи з боротьби серед юніорів 2016    | Фінляндія | греко-римська боротьба, до 96 кг  | 7      |
| Північний чемпіонат з боротьби серед юніорів 2017 | Фінляндія | греко-римська боротьба, до 120 кг | Золото |
| Чемпіонат Європи з боротьби серед юніорів 2017    | Фінляндія | греко-римська боротьба, до 120 кг | Бронза |
| Чемпіонат світу з боротьби серед юніорів 2017     | Фінляндія | греко-римська боротьба, до 120 кг | Бронза |
| Чемпіонат світу з боротьби серед молоді 2017      | Фінляндія | греко-римська боротьба, до 130 кг | 16     |
| Чемпіонат світу з боротьби серед молоді 2018      | Фінляндія | греко-римська боротьба, до 130 кг | 5      |
| Чемпіонат Європи з боротьби серед молоді 2019     | Фінляндія | греко-римська боротьба, до 130 кг | 14     |
| Чемпіонат світу з боротьби серед молоді 2019      | Фінляндія | греко-римська боротьба, до 130 кг | 5      |